# Iglesia de Santiago (Carmona)
La iglesia de Santiago, en la localidad española de Carmona, se levanta en la parte alta de la ciudad, dentro del perímetro de su antiguo recinto murado.

## Historia
Su construcción se estima que fue realizada en el siglo XIV, aunque cuenta con importantes reformas posteriores, de los siglos XV, XVI y XVIII.

## Arquitectura
Se trata de una iglesia de planta basilical, realizada en piedra y ladrillo, que presenta en su interior tres naves de arcos formeros ligeramente apuntados, acabados en ábsides poligonales. Estas naves están separadas mediante pilares a los que se le adosan medias columnas, y sobre ellos descansan las bóvedas que cubren el templo, que son de cañón con arcos fajones y lunetos en la central (ocultando un artesonado de madera de estilo mudéjar)y de arista en las laterales; mientras que los ábsides se cubren con bóvedas de nervadura gótica, como corresponde a la tipología tradicional de las iglesias gótico-mudéjares de Sevilla.
A los pies del templo se levanta su portada principal, y junto a ella la torre, mudéjar en dos cuerpos, con decoración de sebka en el superior. Sobre éste existen unos añadidos formados por cuerpos barrocos para campanas que se coronan por un chapitel decorado con azulejos, obra del siglo XVIII.
La portada principal es de estilo mudéjar, y cuenta con arquivoltas de cinco arcos apuntados, presentando la exterior la tradicional decoración de dientes de sierra. La otra portada, situada en la nave del Evangelio es obra de finales del siglo XVI y está configurada según columnas de orden toscano sobre el que se asienta un frontón con remates.